# Hunslet Penrhyn Port Class
Die drei Fahrzeuge der Penrhyn Port Class von Hunslet sind schmalspurige Tenderlokomotiven, die für den Betrieb in Port Penrhyn in Wales gebaut wurden, dem Hafen des Penrhyn-Steinbruchs. Zwei weitgehend baugleiche Lokomotiven lieferte Hunslet an einen Granitsteinbruch in Leicestershire.

## Geschichte
Die ersten beiden Lokomotiven, genannt Gwynedd und Lilian (Werk-Nummern 316 und 317) wurden 1883 geliefert. Sie gehören zu den frühen Exemplaren der sogenannten Quarry Hunslets. Eine dritte Lokomotive, genannt Winifred (Werk-Nr. 364) folgte im Jahr 1885. Alle drei Lokomotiven wurden für Rangieraufgaben in Port Penrhyn eingesetzt, wo die aus dem Steinbruch kommende Verbindungsbahn (Penrhyn Quarry Railway) endete. Nur Winifred verbrachte die letzten Einsatzjahre im Steinbruch selbst.
1893 und 1896 lieferte Hunslet zwei weitgehend baugleiche, aber mit entsprechend dem Stand der Technik vergrößerten Kesseldruck und einem (im Neuzustand) geringfügig größeren Kuppelraddurchmesser an den einen Steinbruch in Groby, Leicestershire. Die Maschinen mit den Werknummern 596 und 652 erhielten die Namen The Junior (später verkürzt zu Junior) und Sextus.

## Lady Madcap
1909 wurde die Sextus zu einer Grundüberholung in das Hunslet-Werk gebracht. In dieser Phase entschieden sich die Groby-Werke, anstelle dieser Maschine eine neue dreiachsige Lokomotive zu kaufen, und die Sextus wurde von Hunslet in Zahlung genommen. Als für den Dinorwic-Steinbruch, den größten Konkurrenten des Penrhyn-Steinbruchs, 1910 eine neue Lokomotive benötigt wurde, konnte Hunslet die überholte Sextus preiswert anbieten und kurzfristig liefern. Für den Betrieb im Steinbruch wurden unter anderem die Spurweite reduziert und das Führerhausdach entfernt.
Der Name der Lokomotive wurde kurz nach der Auslieferung in Lady Madcap geändert.
Im Dinorwic-Steinbruch wurden Teile der Lokomotiven freizügig untereinander ausgetauscht, um beschädigte oder in Überholung befindliche Lokomotiven so schnell wie möglich wieder einsetzen zu können. Da die Lady Madcap in diesem Steinbruch ein Einzelstück war, war sie vorübergehend auch mit einem kleineren Kessel und Wassertank der Alice Class ausgerüstet.

## Technik
Wie alle Quarry Hunslets sind die Maschinen der Penrhyn Port Class zweiachsige Nassdampf-Tenderlokomotiven mit Satteltank. Sie haben einen Außenrahmen, und die außenliegenden und leicht geneigten Zylinder arbeiten auf Kurbeln. Die Flachschieber liegen innerhalb des Rahmens und werden über eine Stephenson-Steuerung bewegt. Die drei Maschinen des Penrhyn-Steinbruchs hatten einen offenen Führerstand, in dem auch der Kohlevorrat untergebracht war, die beiden anderen ein auf vier Stützen montiertes Dach.
Von der bekannteren Alice Class, deren erstes Exemplar ein Jahr nach der Winifred gebaut wurde, unterscheiden sich die Lokomotiven der Penrhyn Port Class durch einen größeren Achsstand, einen entsprechend größeren Kessel und einen gegenüber dem Umlauf abgesenkten Führerhausboden. Breite, Zylinderabmessungen und Treibraddurchmesser sind bei beiden Klassen gleich.

## Verbleib
Die drei Maschinen des Penrhyn-Steinbruchs sind erhalten geblieben; zwei sind heute in betriebsbereitem Zustand.
- Gwynedd wurde 1954 ausgemustert und ging 1966 an das Steam and Gardens Museum in Bressingham. Auf der sogenannten Nursery Railway dieses Museums (610 mm Spurweite) wird die Lokomotive bis heute eingesetzt.
- Lilian wurde 1955 wegen Kesselschäden aus dem Betrieb genommen, 1965 verkauft und auf privater Basis restauriert. 1983 zog sie den ersten Zug der neu gebauten Launceston Steam Railway, wo sie noch heute im Einsatz ist. Seit 2008 ist sie mit einem Schlepptender ausgestattet.
- Winifred wurde 1965 verkauft und in die USA gebracht, wo sie eine Zeitlang in Indianapolis ausgestellt war. 2012 wurde die Lokomotive nach Wales zurückgebracht und befindet sich jetzt bei der Bala Lake Railway. Sie wurde nie restauriert und befindet sich noch im Zustand von 1965.[2]
- Lady Madcap war bis 1952 in Betrieb und wurde anschließend zerlegt. Eine Reihe von Teilen, darunter die Zylinder und der Wassertank, blieben allerdings erhalten, und derzeit ist bei der Welsh Highland Heritage Railway in Porthmadog ein Neubau der Lokomotive im Gange, wofür bereits ein neuer Rahmen angefertigt wurde.
- Das Schicksal von Junior ist unbekannt; sie wurde wahrscheinlich schon lange vor der Ausmusterung der in Wales eingesetzten Maschinen verschrottet. 1921 war bereits eine gleichnamige Nachfolgelokomotive im Einsatz.[3]